# الیمپوس پن ایی-پی۲
الیمپوس پن ایی-پی۲ (به انگلیسی: Olympus PEN E-P2) یک دوربین عکاسی ساخت شرکت الیمپوس است.